# تجارت بی‌چون‌وچرا (فیلم ۱۹۹۱)
تجارت بی‌چون‌وچرا (به انگلیسی: Strictly Business) فیلمی محصول سال ۱۹۹۱ و به کارگردانی کوین هوکس است. در این فیلم بازیگرانی همچون تومی دیویدسون، جوزف سی. فیلیپس، آن-ماری جانسون، دیوید مارشال گرانت، هلی بری، ساموئل ال. جکسون، کیم کوول، سم راکول و آنی گلدن ایفای نقش کرده‌اند.